# كريات برازية
كريات برازية[بحاجة لمصدر] (بالإنجليزية: Stercomata)‏ هي حبيبات فضلات مُتراكمة في بعض أنواع المنخربات والأميبا المفحوصة. تتكون الحبيبات بشكلٍ كبيرٍ من معادن صلصالية يُعتقد أنها مُشتقّة من رواسب مبتلعة،[بحاجة لمصدر] على الرغم من إمكانيتها لالتقاط الجسيمات العالقة. في بعض الأنواع تكون الكُريات البرازية مُحاطة ببروتوبلازم ذي تشكيل مُندس على شكل طبقات.